# Teraz Wielkopolska

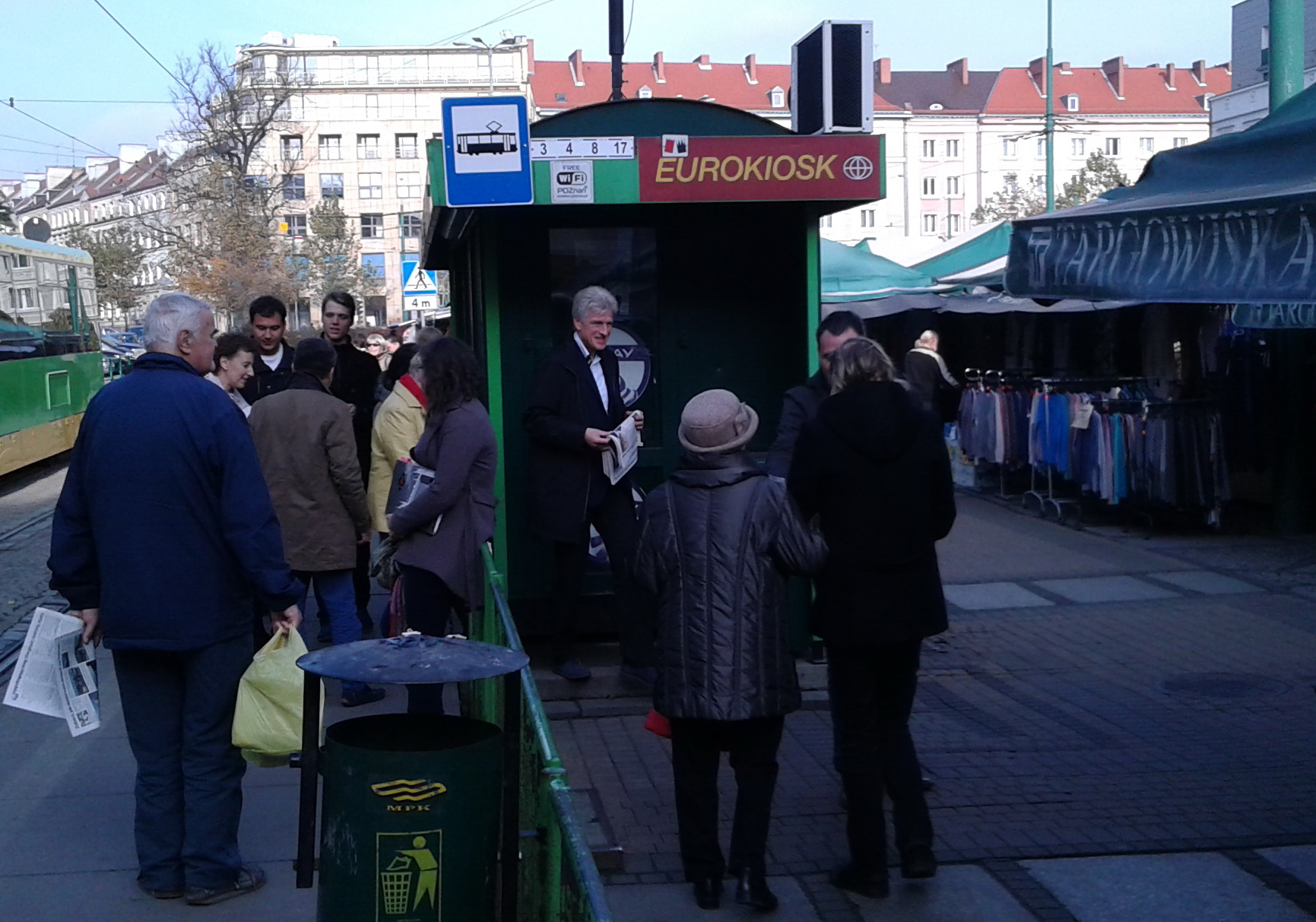
Kandydaci komitetu Teraz Wielkopolska w trakcie kampanii wyborczej przed wyborami samorządowymi w 2014. W środku Ryszard Grobelny

Teraz Wielkopolska – komitet wyborczy wyborców powołany przez prezydenta Poznania Ryszarda Grobelnego na wybory samorządowe w 2014. Wystartował do sejmiku województwa wielkopolskiego oraz do rady Poznania.
W wyborach do sejmiku KWW Ryszarda Grobelnego Teraz Wielkopolska zdobył 7,54% głosów, zajmując 5. miejsce i zdobywając dwa mandaty. Jeden z nich przypadł założycielowi komitetu Ryszardowi Grobelnemu, który objął go, ponieważ nie uzyskał prezydenckiej reelekcji. Drugi mandat otrzymała aktorka Katarzyna Bujakiewicz, jednak w styczniu 2015 złożyła go, a zastąpił ją były wiceprezydent Poznania Mirosław Kruszyński. Z list komitetu startowali także m.in. były wojewoda wielkopolski Stanisław Tamm, były mistrz olimpijski i świata w rzucie młotem Szymon Ziółkowski, żużlowiec Adam Skórnicki oraz politycy Polski Razem: Dariusz Lipiński (były poseł PO) czy Grzegorz Piechowiak (były poseł AWS). Radni wybrani z list TW nie przystąpili w sejmiku do żadnego klubu i znaleźli się w opozycji wobec rządzących PO i PSL.
W wyborach do rady Poznania komitet uzyskał 3 mandaty. Zdobyli je Dariusz Jaworski, Tomasz Kayser i Joanna Frankiewicz (wdowa po Macieju Frankiewiczu). Radni wybrani z list TW powołali klub stowarzyszenia Poznański Ruch Obywatelski (podobnie jak w poprzedniej kadencji, w 2011, uczynili to radni wybrani z list KWW Ryszarda Grobelnego). Podjęli współpracę z PiS i SLD, współuczestnicząc we władzy. W wyborach na prezydenta miasta Ryszard Grobelny wygrał I turę z wynikiem 28,58% poparcia, jednak w II turze przegrał z kandydatem PO Jackiem Jaśkowiakiem, otrzymując 40,91% głosów.
Na wybory samorządowe w 2018 komitet TW nie został powołany. W wyborach do rady Poznania PRO wystartował z list KWW Jarosława Pucka Dobro Miasta, który pomimo przekroczenia progu wyborczego nie uzyskał mandatów, a kandydat komitetu na prezydenta miasta Jarosław Pucek zajął 5. miejsce spośród 7 kandydatów, uzyskując 6,54% głosów. W wyborach do sejmiku środowisko to startowało z list Bezpartyjnych Samorządowców, którzy zdobyli 1 mandat (uzyskał go Jerzy Lechnerowski). Radni wojewódzcy z list TW nie ubiegali się o reelekcję.